# Natação no Campeonato Europeu de Esportes Aquáticos de 2016 - 200 m medley feminino
A prova dos 200 metros medley feminino da natação no Campeonato Europeu de Esportes Aquáticos de 2016 ocorreu nos dias 18 e 19 de maio em Londres, no Reino Unido. 

## Calendário
| Fase          | Data       | Hora  |
| ------------- | ---------- | ----- |
| Eliminatórias | 18 de maio | 10:14 |
| Semifinal     | 18 de maio | 18:32 |
| Final         | 19 de maio | 18:15 |

Todos os horários estão no horário local (UTC+0)

## Recordes
Antes desta competição, os recordes eram os seguintes:
| Recorde mundial       | Katinka Hosszú | 2:06.12 | Cazã   | 3 de agosto de 2015  |
| Recorde europeu       | Katinka Hosszú | 2:06.12 | Cazã   | 3 de agosto de 2015  |
| Recorde do campeonato | Katinka Hosszú | 2:08.11 | Berlim | 21 de agosto de 2014 |

Os seguintes novos recordes foram estabelecidos durante esta competição. 
| Data       | Prova | Nadadora       | Nacionalidade | Tempo   | Recordes              |
| ---------- | ----- | -------------- | ------------- | ------- | --------------------- |
| 19 de maio | Final | Katinka Hosszú | Hungria       | 2:07.30 | Recorde do campeonato |

## Medalhistas
| Ouro                 | Prata                        | Bronze             |
| Katinka Hosszú (HUN) | Siobhan-Marie O'Connor (GBR) | Hannah Miley (GBR) |

## Resultados

### Eliminatórias
Esses foram os resultados das eliminatórias. 
| Pos. | Bateria | Raia | Nadadora               | Nacionalidade | Tempo   | Notas |
| ---- | ------- | ---- | ---------------------- | ------------- | ------- | ----- |
| 1    | 4       | 4    | Katinka Hosszú         | Hungria       | 2:11.55 | Q     |
| 2    | 2       | 4    | Hannah Miley           | Reino Unido   | 2:12.43 | Q     |
| 3    | 3       | 4    | Siobhan-Marie O'Connor | Reino Unido   | 2:12.76 | Q     |
| 4    | 2       | 6    | Carlotta Toni          | Itália        | 2:13.01 | Q     |
| 5    | 2       | 5    | Evelyn Verrasztó       | Hungria       | 2:13.13 | Q     |
| 6    | 4       | 5    | Zsuzsanna Jakabos      | Hungria       | 2:13.29 |       |
| 7    | 4       | 6    | Sara Franceschi        | Itália        | 2:13.34 | Q     |
| 8    | 3       | 5    | Barbora Závadová       | Chéquia       | 2:14.23 | Q     |
| 9    | 3       | 3    | Ilaria Cusinato        | Itália        | 2:14.42 |       |
| 10   | 4       | 2    | Wendy van der Zanden   | Países Baixos | 2:14.46 | Q     |
| 11   | 3       | 6    | Luisa Trombetti        | Itália        | 2:14.70 |       |
| 12   | 4       | 8    | Maria Ugolkova         | Suíça         | 2:14.99 | Q     |
| 13   | 4       | 0    | Kristýna Horská        | Chéquia       | 2:15.15 | Q     |
| 14   | 4       | 3    | Lisa Zaiser            | Áustria       | 2:15.23 | Q     |
| 15   | 4       | 9    | Victoria Kaminskaya    | Portugal      | 2:15.64 | Q     |
| 16   | 2       | 7    | Tanja Kylliaeinen      | Finlândia     | 2:15.82 | Q     |
| 17   | 4       | 7    | Stina Gardell          | Suécia        | 2:15.92 | Q     |
| 18   | 2       | 1    | Anja Klinar            | Eslovênia     | 2:16.19 | Q     |
| 19   | 3       | 7    | Marrit Steenbergen     | Países Baixos | 2:16.35 | Q     |
| 20   | 3       | 2    | Africa Zamorano        | Espanha       | 2:16.40 |       |
| 21   | 2       | 2    | Maxine Wolters         | Alemanha      | 2:16.66 |       |
| 22   | 1       | 4    | Tjaša Pintar           | Eslovênia     | 2:16.69 |       |
| 23   | 3       | 0    | Lena Kreundl           | Áustria       | 2:16.87 |       |
| 24   | 3       | 9    | Jaqueline Hippi        | Suécia        | 2:16.90 |       |
| 25   | 2       | 8    | Ana Radić              | Croácia       | 2:16.91 |       |
| 26   | 3       | 8    | Julia Mrozinski        | Alemanha      | 2:17.04 |       |
| 27   | 4       | 1    | Réka György            | Hungria       | 2:17.35 |       |
| 28   | 1       | 5    | Sycerika McMahon       | Irlanda       | 2:17.52 |       |
| 29   | 1       | 7    | Patricia Aschan        | Finlândia     | 2:17.67 |       |
| 30   | 2       | 3    | Louise Hansson         | Suécia        | 2:17.69 |       |
| 31   | 1       | 2    | Katarzyna Baranowska   | Polónia       | 2:17.76 |       |
| 32   | 2       | 0    | Amit Ivry              | Israel        | 2:17.95 |       |
| 33   | 3       | 1    | Abbie Wood             | Reino Unido   | 2:18.06 |       |
| 34   | 2       | 9    | Gizem Bozkurt          | Turquia       | 2:18.07 |       |
| 35   | 1       | 6    | Jördis Steinegger      | Áustria       | 2:18.85 |       |
| 36   | 1       | 1    | Tereza Horáková        | Chéquia       | 2:19.03 |       |
| 37   | 1       | 3    | Jessica Steiger        | Alemanha      | 2:19.14 |       |
| 38   | 1       | 8    | Margaret Markvardt     | Estónia       | 2:21.76 |       |
| 39   | 1       | 0    | Sara Nysted            | Ilhas Feroé   | 2:22.02 |       |
| 40   | 1       | 9    | Tatiana Perstniova     | Moldávia      | 2:29.66 |       |

### Semifinal
Esses foram os resultados das semifinais. 
Semifinal 1
| Pos. | Raia | Nadadora             | Nacionalidade | Tempo   | Notas |
| ---- | ---- | -------------------- | ------------- | ------- | ----- |
| 1    | 4    | Hannah Miley         | Reino Unido   | 2:12.39 | Q     |
| 2    | 3    | Sara Franceschi      | Itália        | 2:12.95 | Q     |
| 3    | 5    | Carlotta Toni        | Itália        | 2:13.92 | Q     |
| 4    | 6    | Wendy van der Zanden | Países Baixos | 2:14.18 | Q     |
| 5    | 1    | Stina Gardell        | Suécia        | 2:14.42 |       |
| 6    | 2    | Kristýna Horská      | Chéquia       | 2:15.31 |       |
| 7    | 7    | Victoria Kaminskaya  | Portugal      | 2:16.00 |       |
| 8    | 8    | Marrit Steenbergen   | Países Baixos | 2:16.42 |       |

Semifinal 2
| Pos. | Raia | Nadadora               | Nacionalidade | Tempo   | Notas |
| ---- | ---- | ---------------------- | ------------- | ------- | ----- |
| 1    | 4    | Katinka Hosszú         | Hungria       | 2:08.60 | Q     |
| 2    | 5    | Siobhan-Marie O'Connor | Reino Unido   | 2:10.17 | Q     |
| 3    | 3    | Evelyn Verrasztó       | Hungria       | 2:12.93 | Q     |
| 4    | 2    | Maria Ugolkova         | Suíça         | 2:13.34 | Q     |
| 5    | 6    | Barbora Závadová       | Chéquia       | 2:14.39 |       |
| 6    | 7    | Lisa Zaiser            | Áustria       | 2:14.62 |       |
| 7    | 1    | Tanja Kylliaeinen      | Finlândia     | 2:15.96 |       |
| 8    | 8    | Anja Klinar            | Eslovênia     | 2:17.10 |       |

### Final
Esse foi o resultado da final. 
| Pos.              | Raia | Nadadora               | Nacionalidade | Tempo   | Notas                 |
| ----------------- | ---- | ---------------------- | ------------- | ------- | --------------------- |
| Medalha de ouro   | 4    | Katinka Hosszú         | Hungria       | 2:07.30 | Recorde do campeonato |
| Medalha de prata  | 5    | Siobhan-Marie O'Connor | Reino Unido   | 2:09.03 |                       |
| Medalha de bronze | 3    | Hannah Miley           | Reino Unido   | 2:11.84 |                       |
| 4                 | 2    | Sara Franceschi        | Itália        | 2:12.59 |                       |
| 5                 | 6    | Evelyn Verrasztó       | Hungria       | 2:12.91 |                       |
| 6                 | 1    | Carlotta Toni          | Itália        | 2:13.17 |                       |
| 7                 | 8    | Wendy van der Zanden   | Países Baixos | 2:13.31 |                       |
| 8                 | 7    | Maria Ugolkova         | Suíça         | 2:13.37 |                       |

Legenda
| Recorde mundial       | Recorde mundial (World record)               |                       | Recorde africano                      | Recorde africano (African) |                                           | Q | Classificado por posição (Qualified) |
| Recorde do campeonato | Recorde do campeonato (Championship record)  | Recorde da América    | Recorde da América (Americas)         | q                          | Classificado por melhor tempo (Qualified) |   |                                      |
| Melhor marca do ano   | Melhor marca do ano (World leading)          | Recorde asiático      | Recorde asiático (Asian)              | DNS                        | Não largou (Did not start)                |   |                                      |
| Recorde nacional      | Recorde nacional (National record)           | Recorde europeu       | Recorde europeu (European)            | DNF                        | Não terminou (Did not finish)             |   |                                      |
| Recorde pessoal       | Recorde pessoal do atleta (Personal best)    | Recorde da Oceania    | Recorde da Oceania (Oceania)          | DSQ / DQ                   | Desclassificado (Disqualified)            |   |                                      |
| Recorde da temporada  | Recorde da temporada do atleta (Season best) | Recorde sul-americano | Recorde sul-americano (South America) | NM                         | Sem marca (No mark)                       |   |                                      |